# Paradrepanophorus crassus
Paradrepanophorus crassus är en djurart som tillhör fylumet slemmaskar, och som först beskrevs av Jean Louis Armand de Quatrefages de Bréau 1846.  Paradrepanophorus crassus ingår i släktet Paradrepanophorus och familjen Paradrepanophoridae. Inga underarter finns listade i Catalogue of Life.